# Alchemilla subcrispata
Alchemilla subcrispata é uma espécie de rosácea do gênero Alchemilla, pertencente à família Rosaceae.